# Mnišská rodina Betléma, Nanebevzetí Panny Marie a sv. Bruna
Mnišská rodina Betléma, Nanebevzetí Panny Marie a sv. Bruna (krátce Betlémské sestry nebo Betlémští bratři) je společnost zasvěceného života papežského práva, která navazuje na tradici kartuziánského řádu. Jedná se o mnišskou kontemplativní kongregaci, která má ženskou i mužskou větev.

## Stručná historie
Myšlenka na založení kongregace je spojena s vyhlášením dogmatu o Nanebevzetí Panny Marie v roce 1950. Již na začátku roku 1951 vznikla první komunita ve Francii, u jejíhož zrodu stála dominikánská sestra Marie Dupont-Caillard (1922–1999). Od dominikánského řádu se betlémské sestry oddělily v roce 1971, roku 1986 uznal grenobelský biskup Gabriel Matagrin betlémskou rodinu za kongregaci diecézního práva a v roce 1998 její řeholi schválil Svatý stolec. V současné době má kongregace asi 700 členů, z toho 60 mužských, rozdělených mezi 30 ženských klášterů a 3 mužské.